# ヨハネス17世 (ローマ教皇)
ヨハネス17世（Ioannes XVII、? - 1003年11月6日）は、ローマ教皇（在位：1003年6月13日 - 1003年11月6日）。本名はジョバンニ・シッコ（Giovanni Sicco）。ローマ出身。
神聖ローマ皇帝オットー3世を追放したのちローマの実権を掌握したローマ貴族ヨハネス・クレッシェンティウス（クレッシェンティウス2世の息子）の指名を受け、シルウェステル2世の後を継いで教皇に就任した。就任からわずか5か月で死去する。聖職に叙階される前の時点で結婚しており、息子のうち3人は司教に就任している。
「ヨハネス（ヨハネ）」の名を冠した正統な教皇は、17世の前は15世（在位：985年 - 996年）である。一般的に16世（在位：997年-998年）は対立教皇とされており、17世は本来ならば「16世」とすべきところであるが、それは修正されていない。また、14世と15世の間にもう一人の「教皇ヨハネス」がいたという説があり、その伝説の教皇を「16世」とすることがあったことからも、16番目の「教皇ヨハネス」は「ヨハネス17世」を称することとなった。ヨハネス17世自身は自ら17世を称していたことから当時の認識も17番目であったことが窺える。一部の歴史学者によると、しばしばヨハネス17世は「18世」とされたり、「17世（18世）」と併記されたりしたという。
ヨハネス17世からはじまる「教皇ヨハネス」の番号の混乱はその後も続き、20世が存在しなかったにもかかわらず、そののち21世（在位：1276年 - 1277年）・22世（在位：1316年 - 1334年）・23世（在位：1958年 - 1963年）と数えられ現在に至っている。